# Franziskanerkloster Fritzlar

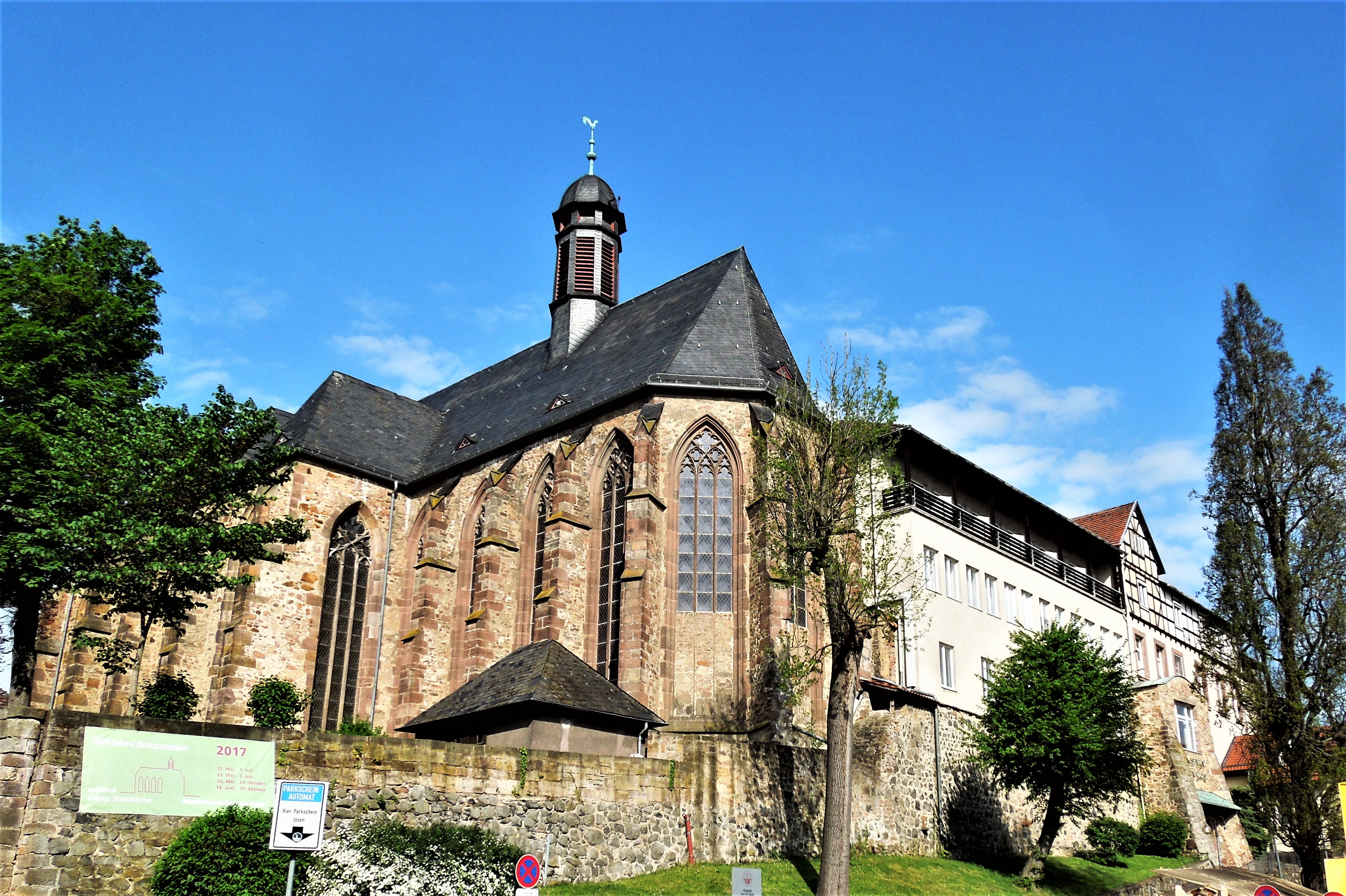
Stadtkirche und Hospital

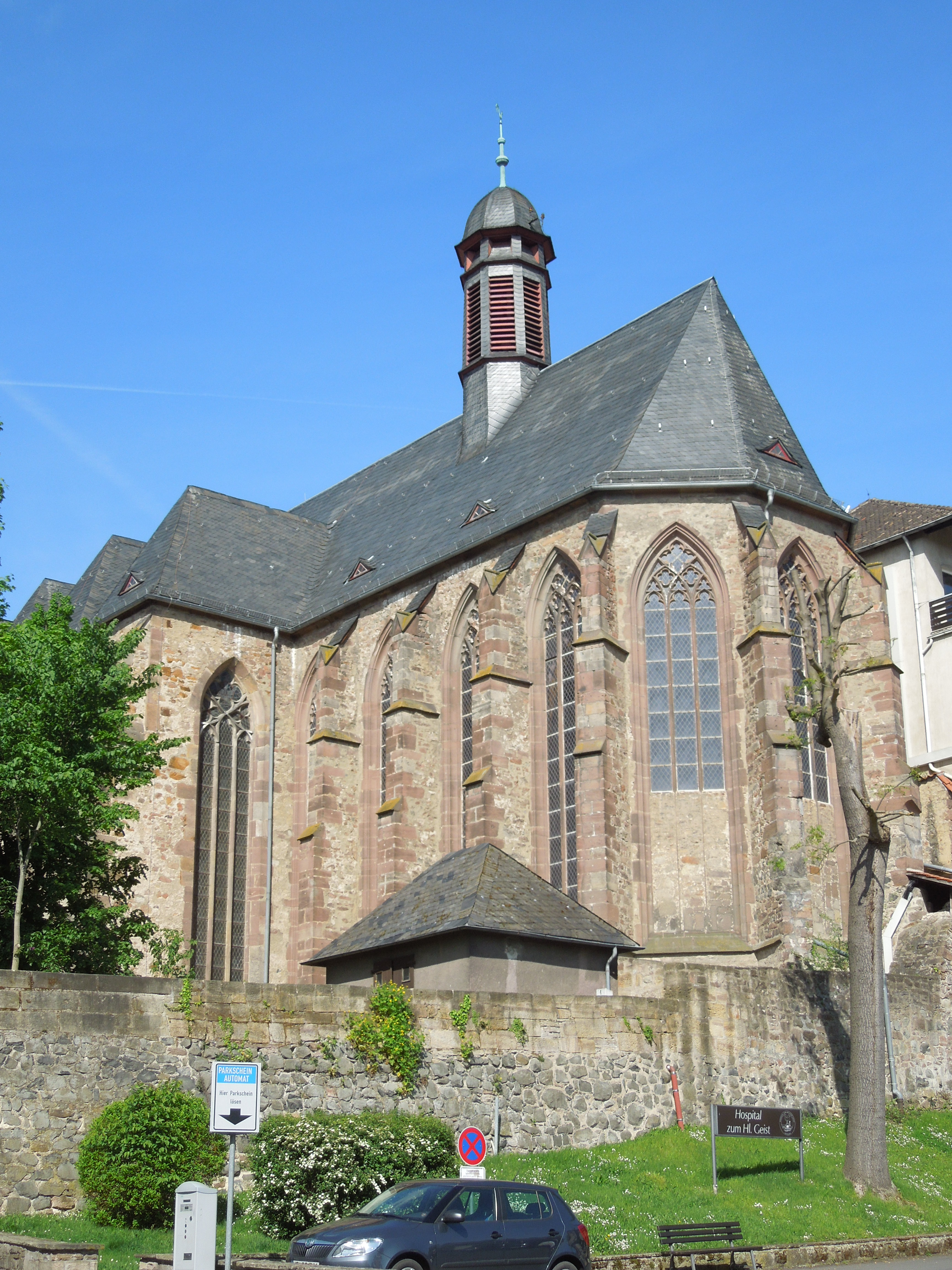
Kirche des ehemaligen Minoritenklosters, heute evangelische Stadtkirche

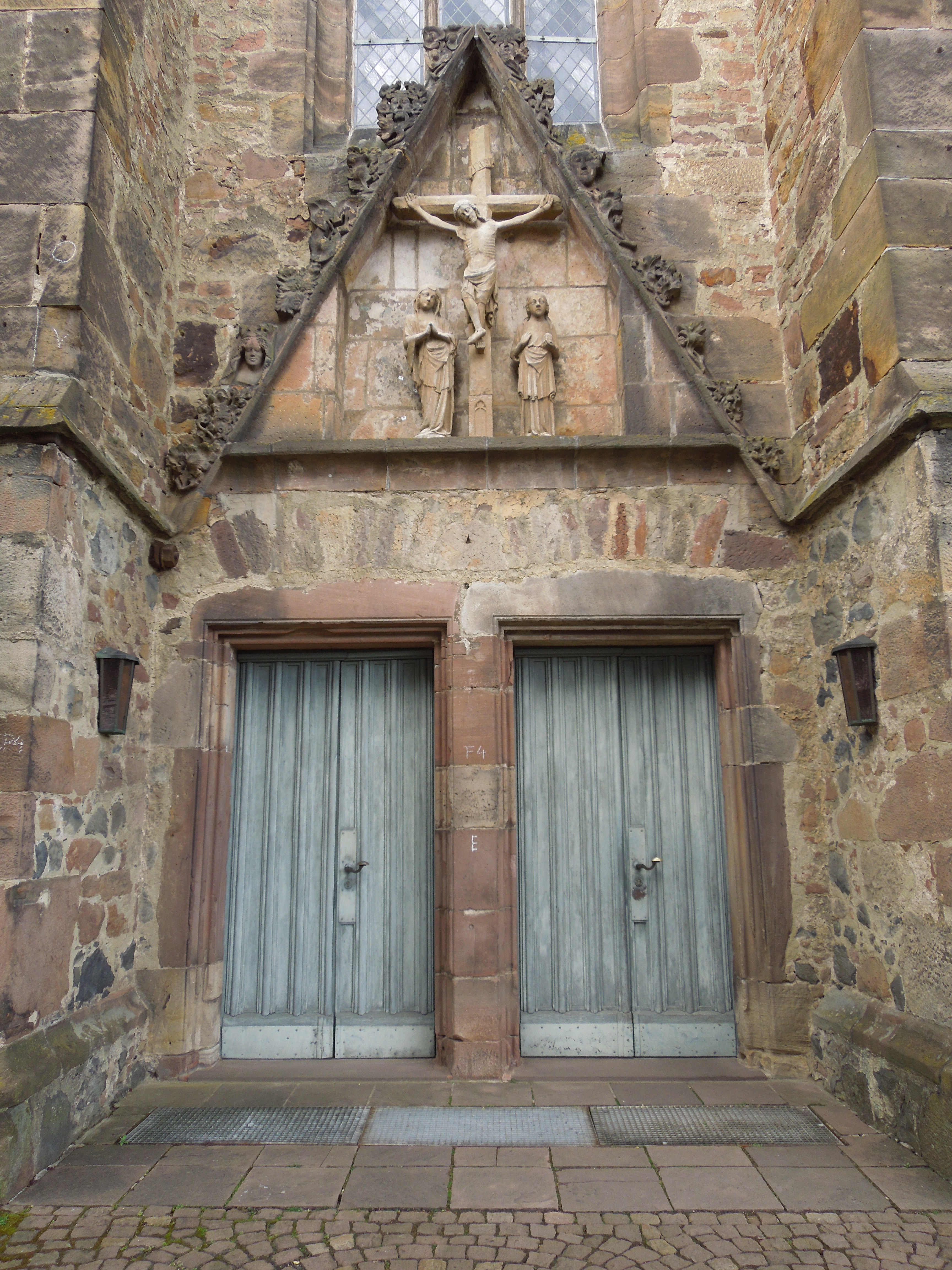
Kirchenportal

Das Franziskanerkloster Fritzlar im östlichen Teil der heutigen Altstadt von Fritzlar im Schwalm-Eder-Kreis in Nordhessen bestand, mit einer kurzen Unterbrechung während der Reformationszeit, von 1237 bis 1811. Es gehörte zum Franziskanerorden (ordo fratrum minorum, „Minderbrüderorden“, auch „Minoriten“). Die ehemalige Klosterkirche, noch heute „Minoritenkirche“ genannt, dient seit 1824 als evangelische Stadtkirche. Die übrigen Klostergebäude wurden zu einem Hospital umgebaut, das im Laufe der Zeit mehrfach erweitert und modernisiert wurde.

## Gründung
Nach der Totalzerstörung Fritzlars durch Landgraf Konrad von Thüringen im Jahre 1232 erbaten und erhielten die Franziskaner am 6. August 1236 von Erzbischof Siegfried III. von Mainz die Erlaubnis, in der Stadt ein Kloster zu errichten. Am 20. Juni 1237, nur elf Jahre nach dem Tod des Ordensgründers Franz von Assisi und 27 Jahre nach der Ordensgründung, verkaufte die Bürgerschaft der Stadt dem Orden für sechs Mark Silber ein städtisches Grundstück innerhalb der erheblich nach Osten verschobenen neuen Stadtmauer, zwischen dem Werkeltor und dem Jordanturm, unter Befreiung von allen bürgerlichen Auflagen, und erlaubte aus Platzmangel, bis direkt an die Stadtmauer zu bauen; beim Bau durften jedoch die Stadtmauer nicht eingerissen und der Stadtgraben nicht zugeschüttet werden. Der Orden errichtete eine kleine Niederlassung und begann mit dem Bau der Klosteranlage.
Bei der Teilung des Franziskanerordens in die Oberservanten und die Konventualen (Ordo fratrum minorum conventualium, Minoriten) schloss sich das Kloster der weniger strengen Richtung der Konventualen an.

## Anlage
Bereits 1244 wurde das Kloster, das zur Kölnischen Franziskanerprovinz (Colonia) gerhörte, geweiht. Die Klosteranlage erstreckte sich von der heutigen Gießener Straße, unmittelbar nördlich des Werkeltors, nach Norden bis zum Jordansturm und umfasste den gesamten Bereich zwischen der neuen Stadtmauer im Osten und der Brüdergasse im Westen – eine Fläche von etwa 40 × 100 Metern. Durch erhebliche Um-, An- und Neubauten schon seit dem 18. Jahrhundert ist von der ursprünglichen Bausubstanz vieles heute nicht mehr zu erkennen, doch ist die Gesamtgröße der Klosteranlage durchaus noch ersichtlich.

### Kirche

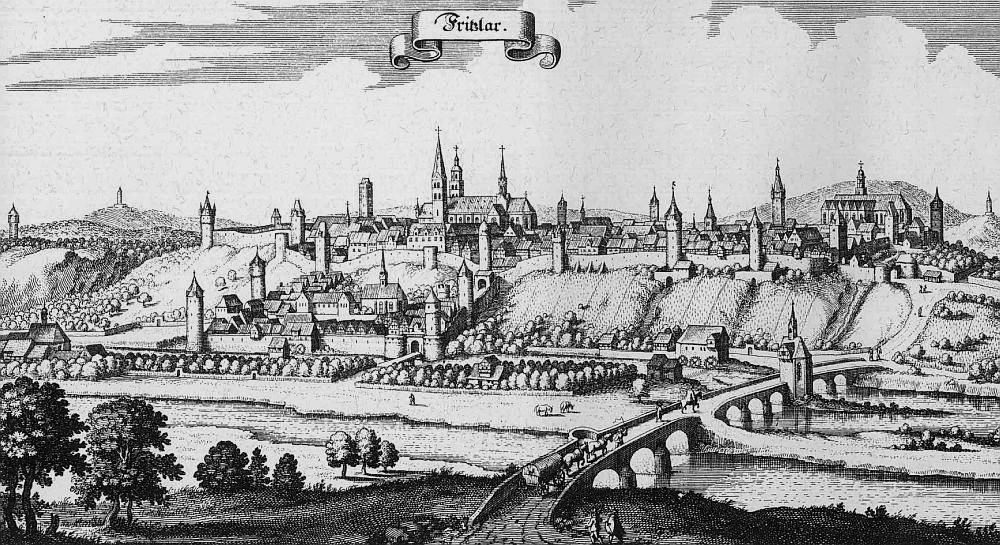
Fritzlar, mit der Franziskaner-Klosterkirche am rechten Bildrand (Aus der Topographia Hassiae von Matthäus Merian dem Jüngeren 1655)

Der Bau der Klosterkirche am Südende des Klosterbereichs, dem nach der Stiftskirche (Dom) St. Peter wohl bedeutendsten Gebäude der Stadt, wurde im ersten Quartal des 14. Jahrhunderts vollendet. Die Minoritenkirche wurde wohl gleichzeitig mit den gotischen Südseitenschiffen und dem Kreuzgang des Domes erbaut.
Es handelt sich um eine lange, zweischiffige gotische Hallenkirche mit gleich hohem Langchor, mit acht Kreuzrippengewölben, hohen Strebepfeilern und hohen, farblos verglasten Maßwerkfenstern, die den Raum hell und weiträumig erscheinen lassen. Das Seitenschiff liegt auf der Südseite und reicht nur bis zum Beginn des Chors. Wie alle Franziskanerkirchen war sie bemerkenswert groß, um der vom Orden intensiv betriebenen Seelsorge der Stadtbevölkerung zu dienen, aber schlicht und ohne viele Kunstschätze im Stile einer Bettelordenskirche. Das Hauptschiff ist durch schlanke, an den Kapitellen mit Blattornamenten geschmückten Säulen vom Seitenschiff getrennt. Die Nordwand ist fensterlos und wird auf halber Höhe von einem Laufgang auf Rundbogenarkaden unterbrochen. Die Schlusssteine der vier Gewölbe im Chorraum stellen den segnenden Christus, den anbetenden Franz von Assisi, ein Haupt mit Blätterkranz, und eine Rose mit Mann und Frau dar. Am 5. Juli 1658 nahm der Mainzer Weihbischof Adolph Gottfried Volusius eine neue Weihe des Hochaltars vor, ein Zeichen, dass an diesem eine bedeutende Änderung vorgenommen worden war. Die Weihe geschah zu Ehren des Franziskus und der Elisabeth, Landgräfin von Thüringen.

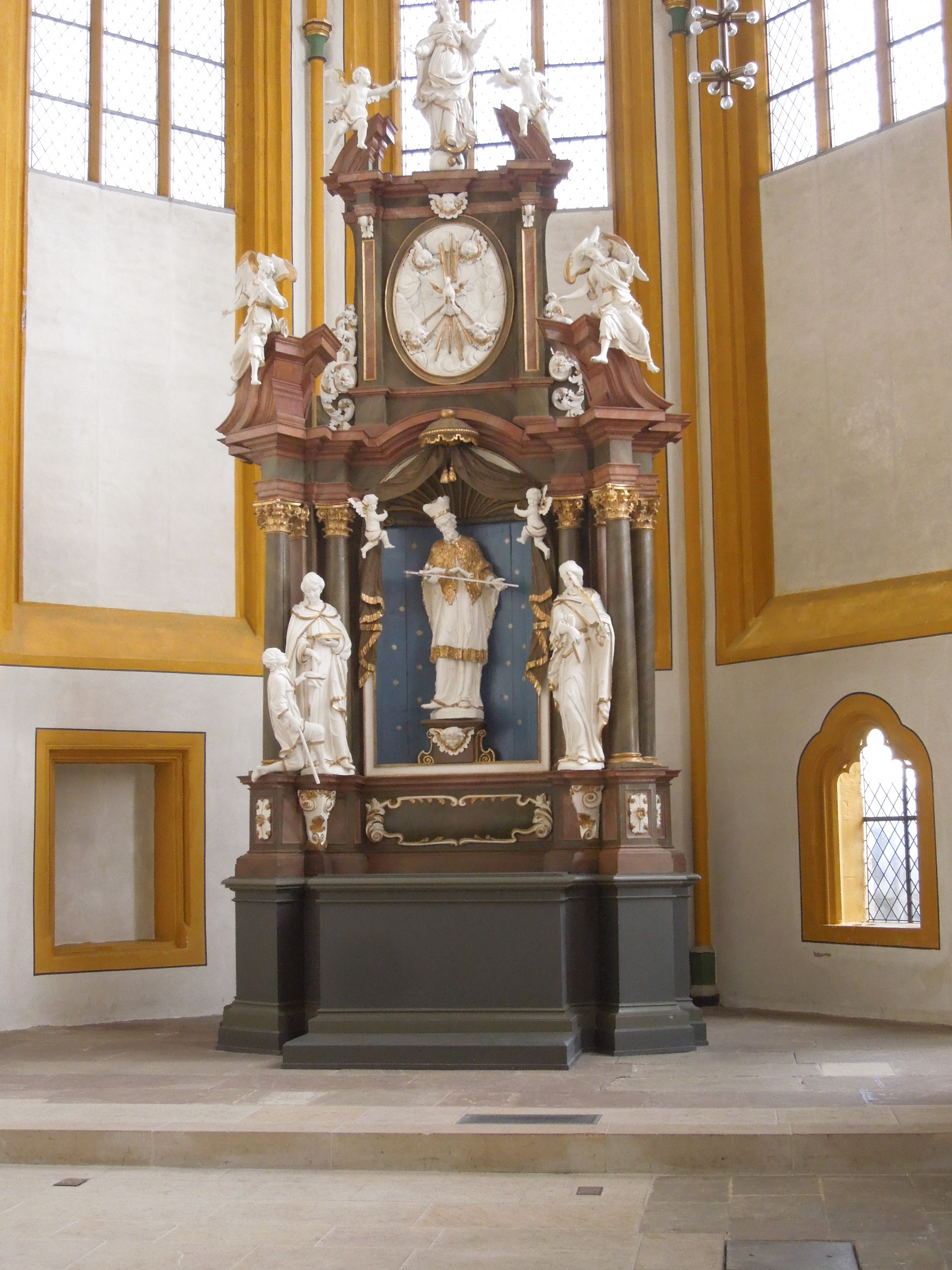
Der Hochaltar

Im 19. Jahrhundert wurden die barocken Altäre entfernt, mit Ausnahme eines Nepomuk-Hochaltars von 1735, der heute im Chorraum steht. Ein Barockaltar von 1774 befindet sich seit 1937 in der Kirche St. Gerhard in Heiligenstadt.
An der Nordwand des Chors befindet sich ein um 1330 entstandenes Marienfresko das deutliche Verwandtschaft mit der Mariendarstellung im Fritzlarer Dom zeigt. Aus der gotischen Bauphase der Kirche ist ansonsten nur noch ein um 1500 in Sandstein gehauenes Relief des Schweißtuchs der hl. Veronika geblieben. Der Chor schließt in Fünfachtelform und endet direkt an bzw. auf der Stadtmauer. Nach dem Bau der Kirche wurde die Stadtmauer 1377 an dieser Stelle durch eine Hurde verstärkt. Die Kirche hat einen markanten Dachreiter, ist ansonsten ohne Türme. Über dem Eingangsportal in der Südfassade befindet sich eine Kreuzigungsgruppe von etwa 1320/30. Das ehemalige Hauptportal in der Westfassade zur Brüdergasse wird aus verkehrstechnischen Gründen heute nicht genutzt.

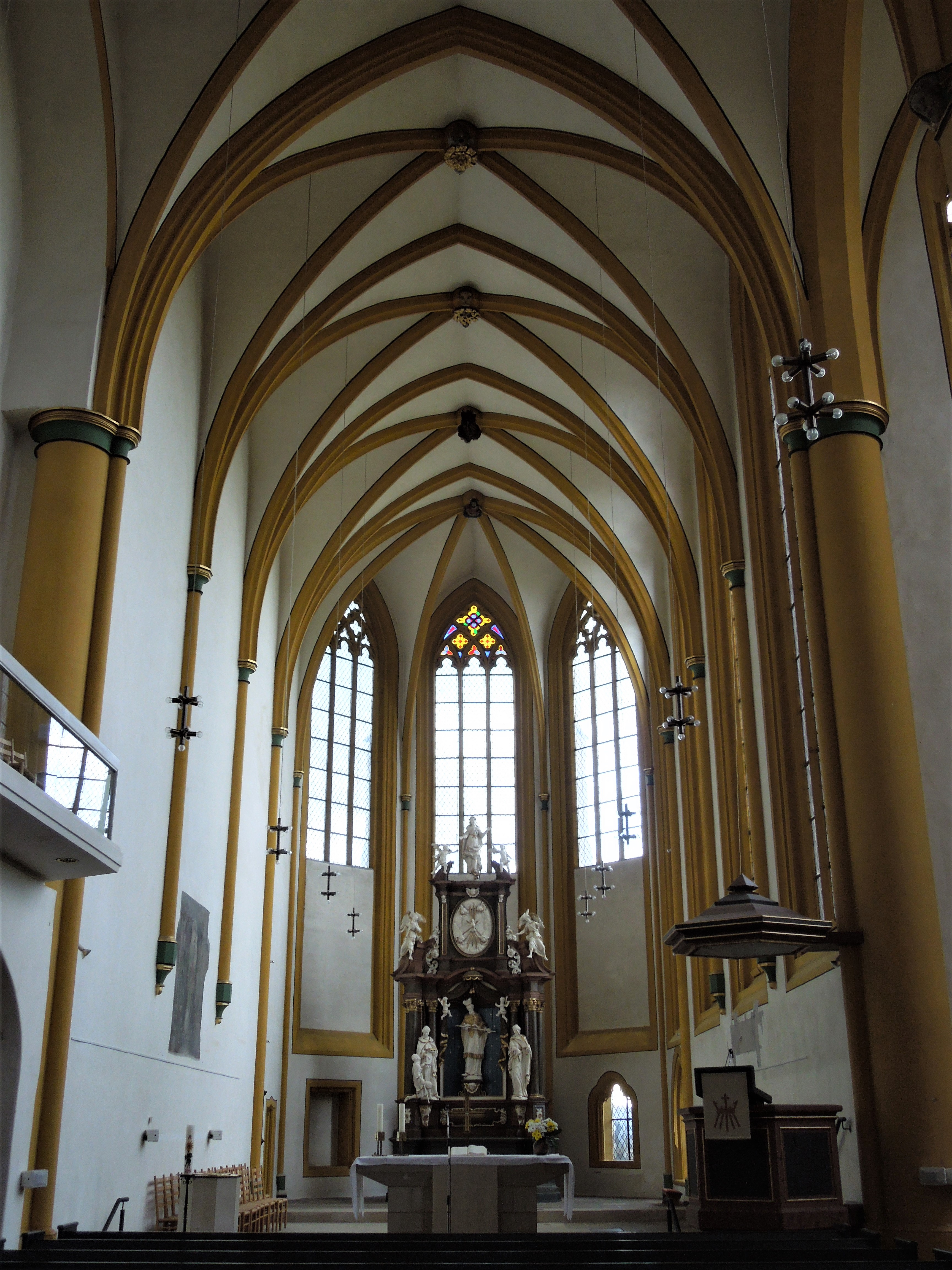
Innenansicht (2017)

1827–1830 erfolgte eine erste Renovierung, bei der die Kirche ein neues Dach, mit zu flacher Neigung, und einen hohen Dachreiter über dem Schiff erhielt. (Dabei wurde die aus dem Jahre 1630 stammende Renaissance-Orgel entfernt und in die vor der Stadt liegende Fraumünsterkirche gebracht.) Bei einer 1848–1849 vorgenommenen Renovierung wurde eine neue, mit Figuren verzierte Kanzel eingebaut. 1928/29 wurde das 100 Jahre zuvor erneuerte durchgehende Dach wieder in seine ursprüngliche und auf alten Stichen sichtbare Form gebracht und mit Zwerchdächern über den vier Jochen des Seitenschiffs versehen. Ein kleinerer und etwas nach Osten über den Chor versetzter Haubendachreiter wurde als Glockenturm auf das Dach gesetzt. Bei der 1929/30 vorgenommenen Renovierung des Innenraums wurden neue Gemeindeemporen im Haupt- und im Seitenschiff sowie eine Orgelempore im Chor eingebaut.

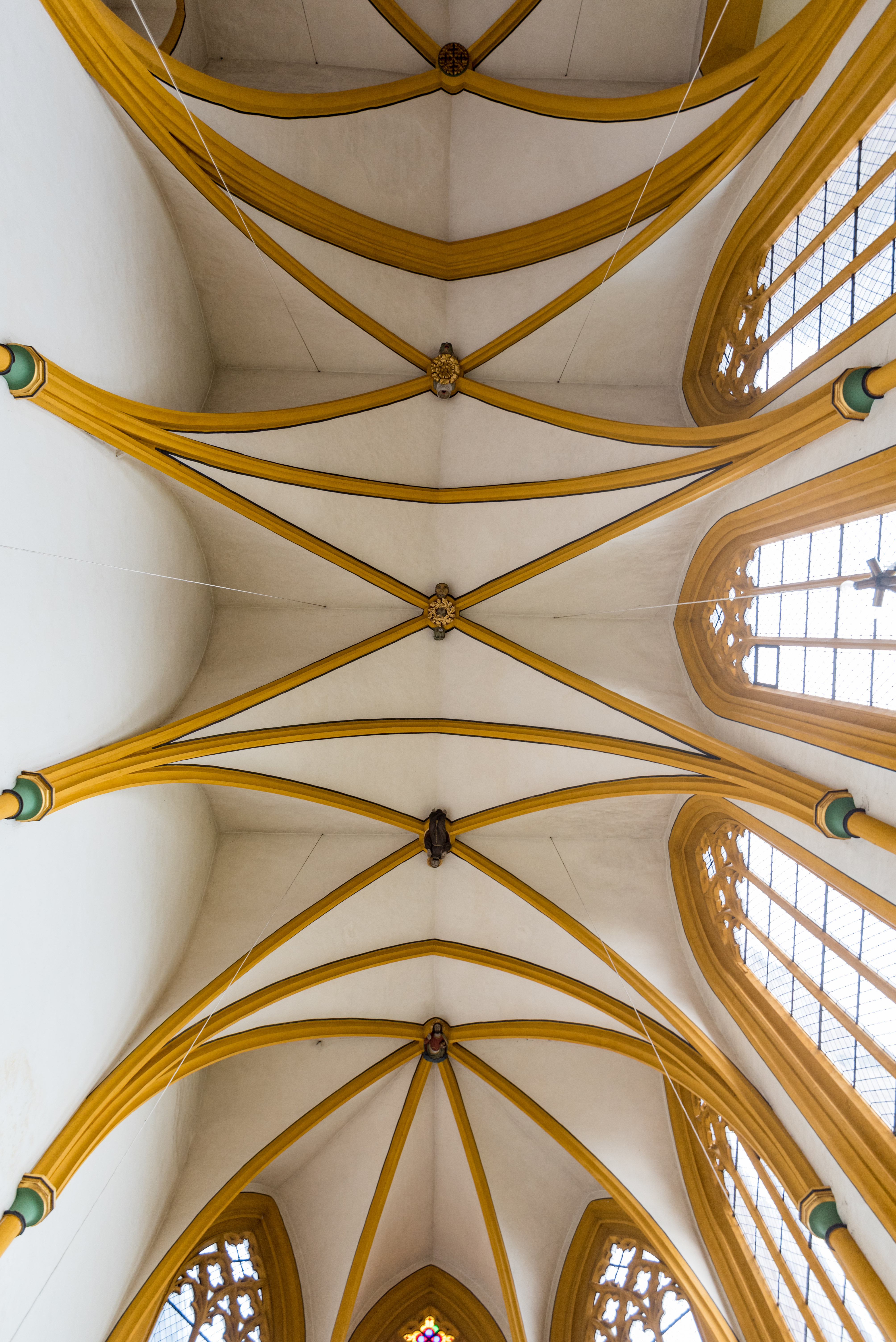
Jesus, Franziskus und Blattmaske mit zähnefletschenden Grotesken als Schlusssteine im Kreuzrippengewölbe des Chors

1981/82 erfolgte eine grundlegende Umgestaltung des Innenraums mit dem Ziel einer Öffnung des Raumes, der seitdem auch wieder in den Originalfarben der Gotik gehalten ist. Die Emporen im Seitenschiff und im Chor wurden entfernt, die Orgel wurde auf die Westempore versetzt, und die Emporen erhielten leichte verglaste Brüstungen.

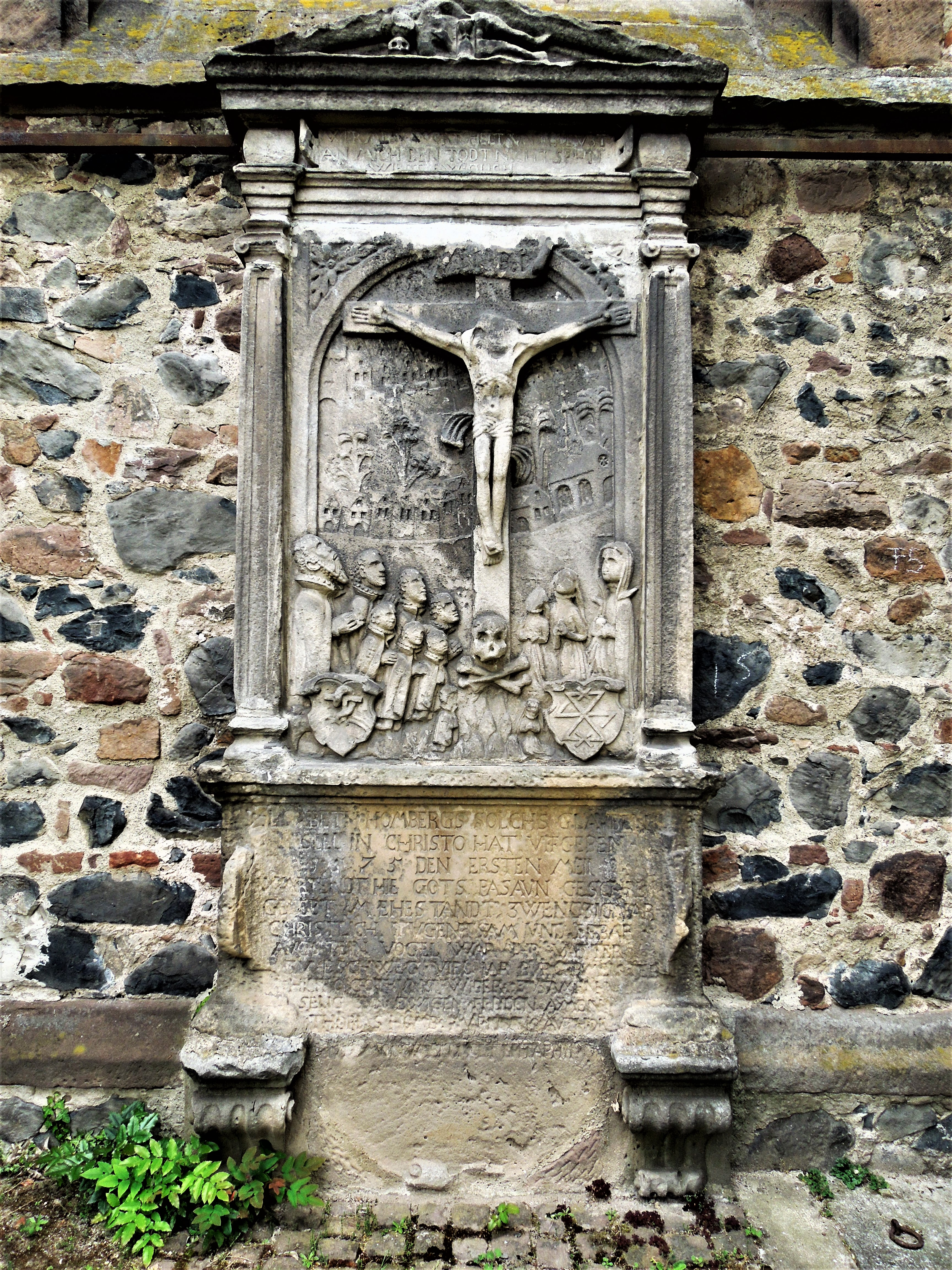
Epitaph an der Außenwand

### Orgel
In der Stadtkirche befindet sich eine Orgel von der Firma Werner Bosch aus dem Jahre 1982. Sie verfügt über 30 Register verteilt auf 2 Manuale und Pedal.

### Kirchhof
Der südlich anschließende und hoch über der vorbeiführende Straße liegende Kirchhof ist ummauert und heute mit Bäumen und Büschen bewachsen; er war ursprünglich Friedhof der Franziskaner und des städtischen Patriziats. Nach der Reformation wurden hier vor allem Menschen aus dem protestantischen Umland bestattet, die dort als Katholiken nicht beerdigt werden konnten – so auch Angehörige des landgräflichen Hauses Hessen-Rheinfels-Rotenburg. An der Südwand der Kirche sind Grabplatten aus der Renaissance zu sehen. Die Treppe und das Portal zum Kirchhof stammen aus dem Barock.

## Geschichte
Als Papst Leo X. am 19. Mai 1517 die durch den Armutsstreit herbeigeführte Spaltung des Franziskanerordens anerkannte, bekannte sich das Fritzlarer Kloster zum Orden der Minoriten (Konventualen), denen gemeinschaftlicher Besitz erlaubt war. Alle anderen hessischen Klöster der Franziskaner gingen an die Observanten über, Fritzlar wohl nur deshalb nicht, weil Mainz weniger scharf drückte als der Landgraf von Hessen und weil die Bürgerschaft den Konventualen wohlgesinnt war. Im Vorlauf zur päpstlichen Bulle Ite et vos in vineam meam kam es 1496 zu Differenzen und einem Prozess in Rom. Zu dieser Zeit lebten 30 Brüder im Konvent. 1548, als die lutherische Reformation in der Stadt viele Anhänger hatte, musste das Kloster schließen, und 1553, als landgräflich-hessische Truppen die Stadt besetzten und die Reformation eingeführt wurde, mussten die Franziskaner die Stadt verlassen. Nur die evangelisch gewordenen Brüder durften in den Gebäuden bleiben. Die landgräfliche Besetzung endete 1555 nach dem Religionsfrieden von Augsburg, und die zum Erzbistum Mainz gehörende Stadt blieb katholisch. Allerdings musste am 14. Januar 1562 der Domdekan von Mainz mit 200 Reitern und 300 Fußsoldaten einen Aufstand der der protestantischen Seite zuneigenden Bürger beenden.
Mit der Gegenreformation kamen dann 1615 zuerst Jesuiten und 1619 wieder Minoriten in das Kloster. 1628 übernahmen letztere auch die Leitung der von den Jesuiten gegründeten Lateinschule in einem der Kirche gegenüber liegenden Haus in der Brüdergasse (Hausnummer 1).

## Aufhebung und heutige Nutzung
Nach der Säkularisation wurde das Kloster 1804 auf den Aussterbeetat gesetzt und 1811 endgültig aufgehoben; der gesamte Klosterbesitz, einschließlich der Kirche, wurde der Stadt Fritzlar übereignet. Der letzte Franziskaner, der Guardian Norbert Jestädt, geboren in Haimbach bei Fulda am 3. November 1750, starb 1814. Die Klosterkirche wurde 1817/1824 von der wenige Jahre zuvor gegründeten evangelischen Stadtgemeinde erworben und ist seitdem evangelische Stadtkirche. Die übrigen Klostergebäude wurden 1820 in ein Armenhaus und später in ein Krankenhaus umgewandelt, das seitdem mehrfach erweiterte und modernisierte „Hospital zum Heiligen Geist“.

## Glocken
Der heutige Dachreiter der Kirche trägt ein vierstimmiges Geläute der Glocken- und Kunstgießerei Rincker aus Sinn. Es klingt im sogenannten „Idealquartett“ b' – des" – es" – ges".
Das Vollgeläute erklingt sowohl zum Gottesdienstläuten sonntags um 9:55 Uhr sowie zum Sonntagseinläuten samstags um 16:55 Uhr, in beiden Fällen fünf Minuten lang. Zum täglichen Betzeitläuten um 8, 12 und 18 Uhr läutet die dritte Glocke drei Minuten und bei Taufen und zum Gottesdienstvorläuten sonntags um 9:30 Uhr fünf Minuten. Die große Glocke fungiert als Sterbeglocke der Gemeinde.
In der Sakristei findet sich die ältere und noch funktionsfähige Glockensteuerung der Herforder Elektrizitäts Werke (HEW), die jedoch nicht mehr genutzt wird. Beim manuellen Einschalten geschieht dies stattdessen mit einer neueren Funkfernbedienung.